# 五郷村 (香川県)
五郷村（ごごうそん）は、かつて香川県にあった村。なお、五郷村内の海老済（えびすくい）地区は、江戸期の文献「和漢三才図会」に拠れば、土佐国・高知と讃岐国・高松間をむすぶ陸路沿いに位置する。

## 沿革
- 1890年（明治23年）2月15日 - 町村制施行により豊田郡井関村、海老済村、内野々村、有木村、田野々村が合併し、五郷村が発足。
- 1899年（明治32年）3月16日 - 郡の統合により三豊郡に所属。
- 1955年（昭和30年）2月11日 - 三豊郡大野原村、萩原村と合併し大野原町を新設して消滅。